# Visconde da Ermida
O título de Visconde da Ermida foi criado por D. Luís I de Portugal por decreto de 9 de outubro de 1872, a favor de António Ferreira Silva de Brito. Filho primogénito do 1º Barão da Ermida.

Usaram o titulo: 
1. António Ferreira Silva de Brito - 1º Visconde da Ermida (1841 - 19??)
2. António Ferreira Silva de Brito - 2º Visconde da Ermida (1878 - 1970)[2]